# Echinofulguridae
De Echinofulguridae zijn een familie van uitgestorven weekdieren uit de klasse van de Gastropoda (slakken).

## Geslachten
- Archefulgur Petuch, R.F. Myers & Berschauer, 2015 †
- Echinofulgur Olsson & Harbison, 1953 †
- Levifusus Conrad, 1865 †
- Protobusycon Wade, 1917 †